# Slaget ved Lexington og Concord
Slaget ved Lexington og Concord var startskudet til Den amerikanske uafhængighedskrig. Slaget startede natten til den 19. april 1775, hvor omkring 900 britiske soldater marcherede mod Lexington og det blev den indledende kamp til belejringen af Boston.

## Slaget ved Lexington og Concord
De to slag, der blev udkæmpet mellem de britiske tropper og den amerikanske borgermilits ved Lexington og Concord, var den første væbnede konflikt mellem de to stridende parter.
Den engelske hær havde fået information om, at borgermilitsen havde stjålet ammunition fra et britisk ammunitionslager i Concord. Under ledelse af oberstløjtnant Francis Smith bevægede omkring 900 britiske soldater sig natten til den 19. april mod Concord for at undersøge sagen. Borgermilitsen havde hørt om briternes planer og var rede til kamp.
Da de britiske tropper ankom til Lexington på vejen til Concord, mødte de 75 af de såkaldte minute-mænd. Disse var dog for få og måtte vige for den 900 mand store britiske styrke.
Kampene forsatte ved den nordlige bro i Concord, hvor ca. 500 minute-mænd kæmpede mod tre britiske kompagnier. Denne gang var det briternes tur til at måtte trække sig efter en hård kamp i åbent landskab.
Under slagets gang, tilsluttede flere og flere folk sig borgermilitsen, og ved dagens ende var militsen oppe på ca. 4.000 mænd. Briterne trak sig tilbage til Lexington, hvor de fik forstærkning af en styrke på ca. 1.000 mand. Den ca. 1.900 mand store styrke måtte dog igen trække sig tilbage til Boston under heftig beskydning.
Briternes mission ind i militsens område endte som en fiasko. De fik ikke opnået deres mål om at tilbageerobre våben fra militsen, men vendte derimod tilbage til Boston med 73 dræbte, 26 savnede og 174 sårede; borgermilitsen havde 50 dræbte, 5 savnede og 39 sårede.
Slagets første skud blev i digtet "Concord Hymn" (1837) af Ralph Waldo Emerson kaldt "skuddet, der kunne høres over hele jorden." Emerson hævder, at det blev affyret ved Concords nordlige broanlæg. Der er dog ingen historiske kilder, der refererer til et "første skud."

## Eksterne links
- Kort over kampene uden for Boston ved Lexington og Concord Arkiveret 10. januar 2009 hos  Wayback Machine.

42°26′58″N 71°13′51″V / 42.4494°N 71.2308°V